# 고린토인들에게 보낸 첫째 편지
고린토인들에게 보낸 첫째 편지(고대 그리스어: Α΄ ᾽Επιστολὴ πρὸς Κορινθίους, 영어: First Epistle to the Corinthians)는 사도 바울로가 쓴 편지로, 신약성경 중 한 권이다. 한국 가톨릭 교회는 코린토 신자들에게 보낸 첫째 서간, 개신교회의 표준새번역과 개역한글판에서는 고린도전서( - 前書)로 번역했다. 사도 바울로와 함께 소스테네가 공저자로 언급되고 있으며, 코린토스 교회의 성도들이 수취인으로 지정되어 있다. 이 때 소스테네를 대필자로 보는 시각이 지배적이다.
당시 소아시아의 에페소스 교회에서 고린도 교회가 베드로파와 아볼로파로 나뉘어 싸우고 있다는 소식을 듣고 눈물을 흘리면서 회개를 촉구했던 사도 바울로의 심정이 가장 잘 나타나 있는 서신이다. 코이네 그리스어로 구성되었다.
로마인들에게 보낸 편지가 가장 이성적인 서신이었다면, 고린토인들에게 보낸 첫째 편지는 가장 감정적인 서신이다. 죄가 많은 곳에 은혜도 또한 넘친다는 구절이 이 서신 전반에 걸쳐 느껴진다.

## 배경
신약성서학자 정승우는 성 바울로의 동지애가 담긴 글이라고 본다. 바울로는 코린토스의 기독교인들이 자비를 실천하기보다는 분열과 내분을 보인다는 사실을 걱정하였다.

## 시대적 배경

### 당시의 코린토스시
- 큰 항구도시로서 선원들과 상인들이 많이 몰려 들었고, 이로 인한 부도덕, 술취함, 사치, 방탕이 만연한 도시였다.
- 포세이돈(Poseidon) 신의 영광을 위해 격년제로 그리이스의 도시국들이 모여 운동경기를 벌이는 것도 타락에 한 몫을 하였다.
- 아프로디테 여신을 많이 섬겼는데, 여사제만 1000여명에 달했다.
- 수사학도 많이 발발된 도시였다.

### 고린토 교회의 분열상과 죄
고린토 교회는 죄가 많았던 교회의 전형적인 모델로서 언급된다.
- 파벌 분열[8]
- 음행과 우상숭배
- 사랑의 부족과 외식[9]

## 내용

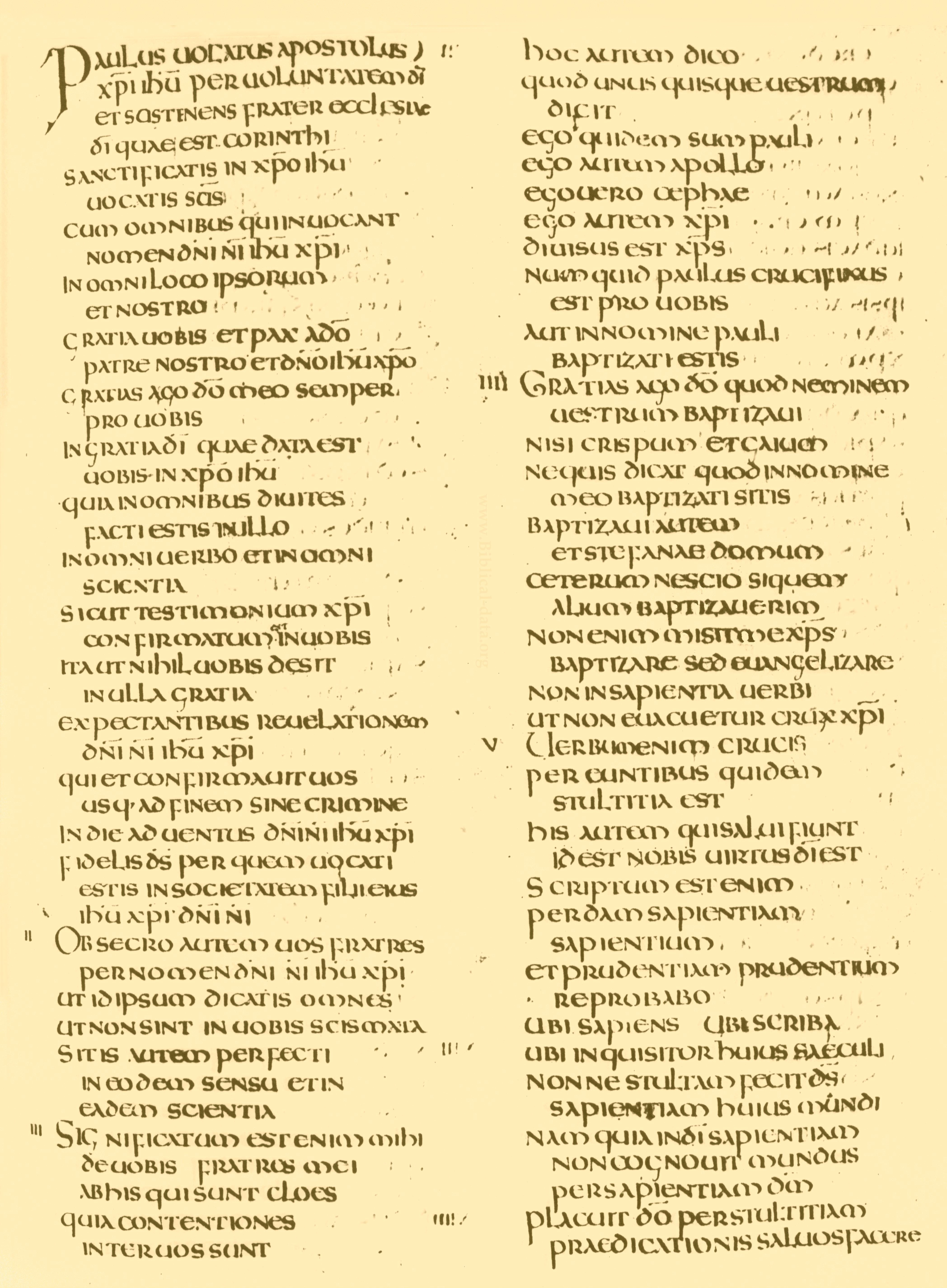
1 Cor. 1,1-21 in Codex Amiatinus

기독교의 주요 교리를 압축적으로 담고 있다. 교회 일치, 각자에게 필요한 은사를 주시는 성령, 혼인에 관한 문제, 성체성사(성만찬)에 관한 문제, 사랑에 관한 문제 등을 다루고 있다. 이 가운데 13장 '사랑'편이 특히 유명하다.
- 1장 : 인사, 하나님께 드리는 감사, 고린도 교회의 분열, 십자가의 복음, 철학과 과학의 경고(구원받은 그리스도인도 포함)
- 2장 : 십자가에 못 박히신 그리스도를 선포하다, 하나님의 지혜
- 3장 : 복음 선포자의 역할
- 4장 : 그리스도의 사도. 바울로는 자신에게 사도로서의 권리가 있음을 인식시킴으로써, 자신의 권위를 부정하는 이들을 논박한다. 당시 사도 바울로가 노동을 하여 생활비를 스스로 마련하는 것을 보고 일부 교인들이 사도의 권위를 부정했고 심지어는 횡령을 한다고 비방했다. 그래서 사도 바울로는 "나는 예수의 가르침대로 공동체의 도움을 받을 수 있는 사도이지만, 여러분의 도움을 받지 않기 위해 스스로 고된 노동을 하고 있다."라고 논박함.(바울과 고린도교회/김판임 지음/동연)
- 5장 : 아들이 아버지가 사망한 후에 계모와 그녀의 뜻에 반하여 억지로 결혼한 죄를 기독교 공동체밖으로 추방하여 엄격히 처벌할 것을 요구. 기독교 공동체 안에서 일어난 죄를 엄격히 처벌하지 않는다면, 이방인들의 비방거리가 될 것이기 때문에 단호한 처벌을 요구한 것임.(바울과 고린도교회/김판임 지음/동연)
- 6장 : 교우끼리의 송사[10], 그리스도인의 자유
- 7장 : 혼인 문제, 주님께서 정해 주신 삶, 혼인과 미혼, 과부의 재혼
- 8장 : 도시의 수호신으로 숭배되는 우상에게 바쳤던 제물을 먹는 문제. 바울로는 우상은 사람이 만들어낸 것이므로 자유롭게 제물을 먹어도 된다고 생각하는 교우들에게 믿음이 약한 교우들을 배려할 것을 당부한다.
- 9장 : 사도의 본보기.
- 10장 : 이스라엘의 역사가 주는 교훈, 성만찬과 우상에게 바친 음식을 먹어도 되는지에 대한 논쟁, 무슨 일이나 하나님의 영광을 위하여(11장으로 이어짐.)
- 11장 : 무슨 일이나 하나님의 영광을 위하여, 예배 때에 여자들이 가져야 하는 자세, 성만찬을 나눌 때에 가난한 교우들이 소외되는 문제.[11] 회개와 자백의 정의
- 12장,13장: 하나이신 성령과 여러 은사, 하나인 몸과 여러 지체, 사랑의 특징과 중요성(13장으로 이어짐.). 바울로는 성령의 은사는 성령이 교회에 덕을 세우기 위해 주는 것이며, 사랑은 교회에서 가장 중요하게 여겨져야 할 것이라고 가르침으로써 고린토교회의 분열을 바로 잡으려고 하였다.
- 14장 : 신령한 언어와 예언, 예배의 질서와 통일성. 일부 교인들이 방언같은 신령한 능력을 자랑하여 공동체의 분열이 일어날 수 있었기 때문에 자제를 부탁한 것임. 건전한 믿음과 질서의 강조.
- 15장 : 복음의 정의, 그리스도의 부활이 역사적 사실임을 가정법을 사용하여 논증함(그리스도의 부활이 없었다면 기독교 신앙은 헛된 것이 될 것입니다.). 죽은 이들의 부활, 부활 때에 완성되는 인간의 구원,
- 16장 : 식량난으로 고통받는 예루살렘 교회를 위한 모금, 바울로의 여행 계획, 마지막 권고와 인사. 바울로는 예루살렘 교회를 돕기 위해 마케도니아 교회의 교우들이 가난하게 살면서도 열심히 모금한다는 사실을 말함으로써, 고린토교회 교우들이 식량난으로 어려움을 겪는 예루살렘 교회를 돕는 일에 인색하지 말 것을 당부한다.

### 성령의 은사
성령의 은사와 직분에 대한 설명이 2장을 차지한다. 그만큼 질서있게 교회 생활을 하라는 것이다. 그때 당시 방언의 은사를 최고의 은사로 착각하는 경향이 있었던 듯하다. 그만큼 독특한 것이었다는 뜻이기도 하다. 그렇지만, 바울로는 거기에 비판을 가한다. 내가 은사를 받았다고, 교만해지지 말라는 뜻이다. 그것보다는 오히려 예언(預言)의 은사가 더 낫다고 설명하고 있다. 그렇지만, 이 모든 은사들은 언젠가 폐하여지고, 약해지고, 소멸될 수 있는 것들이다.
세상 끝날까지 절대 없어지지 않는 은사는, 바로 믿음, 소망, 사랑인데, 그 중에 제일의 은혜로서 사랑을 꼽고 있다. 바울로는 말에 의한 사도가 아니었음이 분명하다. 그는 능력과 힘, 결과를 중시하는 사람이었다. 예를 들어, 네가 이 산더러 저리로 가라고 할 수 있는 믿음이 있을지라도, 네게 사랑이 없으면 그 결과가 아무것도 아닌 것으로 생각한 것이다. 이 사랑에 대한 그의 확신은 그의 서신 전반에 흐르는 확고한 느낌이다. 그는 기독교인이 살아가야하는 삶의 자세로서 "사랑으로 역사하는 믿음", "믿음으로 하늘에 쌓아두는 구원의 소망"으로 선언하고 있다.

## 저작성에 대해
본 서신을 사도 바울로가 직접 저술했다는 데에는 역사가나 신학자들 모두 크게 이견이 없다. 실제로 본 서신은 초대 교회의 여러 문서들에서도 공통적으로 언급이 되며, 마르키온을 포함해 모든 성경 정경에 포함된다. 일부 학자들은 고린토 교회의 음행을 지적하는 것을 본문의 바울로 저작성을 더욱 신빙성있게 만들어주는 증거로 제시하기도 한다.
그러나 후대에 첨가된 구절이 아예 없는 것은 아니다. 다음 구절은 후대에 첨가된 것으로 보는 시선이 일반적이다.
34 여자들은 교회 집회에서 말할 권리가 없으니 말을 하지 마십시오. 율법에도 있듯이 여자들은 남자에게 복종해야 합니다.

35 알고 싶은 것이 있으면 집에 돌아가서 남편들에게 물어보도록 하십시오. 여자가 교회 집회에서 말하는 것은 자기에게 수치가 됩니다.— 14장 34~35절, 공동번역 개정판

이 구절의 경우 일부 사본에서는 14장 제일 끝에 배치되기도 한다. 이런 문헌 상 배치의 비일관성은 이 구절이 사본의 여백에 적혀있다가 본문으로 삽입되었을 가능성을 시사하는 증거로 제시된다. 또 바울로가 11장에서 여성도 교회에서 예배할 수 있다고 언급한 것, 7장과 로마서 16장에서 여성들에게 보여준 포용적 태도와 상충된다는 견해도 있다.
또 10장 1절에서 22절까지의 구절도 후대에 첨가된 것이라는 의심을 사기도 한다. 바울로는 이 구절에서 우상에게 바쳐진 제물을 먹는 것이 우상과 교제하는 것이니 경계하라고 하는데, 이를 8장 1~13절과 10장 23절~11장 1절의 메시지와 상충된 것으로 보는 해석 때문이다. 그러나 8장부터 10절까지의 내용이 일관되다면서 이 부분은 후대에 첨가되지 않았다고 보는 시각 역시 비중있다.

## 같이 보기
- 코린토스
- 고린토인들에게 보낸 둘째 편지
- 소스테네